# Silent Circle (entreprise)
Cet article concerne l'entreprise de communication. Pour le groupe musical, voir Silent Circle.
Silent Circle SA est une entreprise de communication chiffrée basée au Grand-Saconnex, en Suisse. 
Silent Circle fournit des services de communication multi-plateformes sécurisés pour les appareils mobiles et les ordinateurs de bureau. Lancée le 16 octobre 2012, la société opère sous un modèle d'entreprise par abonnement. La partie chiffrement du logiciel utilisé est un logiciel libre / open source et revu par des pairs. Pour les parties restantes du Silent Phone et Silent Text, le code source est disponible sur GitHub, mais sous des licences de logiciels propriétaires. 

## Histoire
En novembre 2011, Mike Janke a appelé Philip Zimmermann pour lui proposer un nouveau type de version privée et sécurisée de Skype. Zimmermann a accepté le projet et a appelé Jon Callas, cofondateur de PGP Corporation et Vincent Moscaritolo. Janke a fait venir Vic Hyder, expert en sécurité, et l’équipe fondatrice a été créée,. La société a été fondée à Niévès mais a déménagé son siège social au Grand-Saconnex près de Genève, en Suisse, en 2014 à la recherche d'un pays doté de « lois plus strictes en matière de protection de la vie privée pour protéger les informations de ses clients ». 
Le 9 août 2013, Silent Circle a annoncé, via son site Web, mettrait fin au service Silent Mail, car l'entreprise « anticipait ce qui allait se passer » et estimait qu'il n'était pas possible de sécuriser suffisamment les données de courrier électronique avec la menace de la contrainte gouvernementale et par la fermeture de Lavabit la veille. Les données sont supprimées avec toutes les données associées. 
En 2014, l'entreprise déplace son siège en Suisse à la suite de la fermeture de Lavabit aux États-Unis. 
En janvier 2015, Silent Text présentait une vulnérabilité grave qui permettait à un attaquant de prendre le contrôle à distance d'un Blackphone. Un attaquant potentiel devait uniquement connaître le numéro d'identification ou le numéro de téléphone de la cible Silent Circle. Blackphone et Silent Circle ont corrigé la vulnérabilité peu de temps après sa divulgation. 
En mars 2015, un spécialiste de la sécurité de l'information et pirate informatique Khalil Sehnaoui a déclaré que quelqu'un de Silent Circle avait été assigné en justice ou qu'une erreur de mise-à-jour de la page du canari de leur site avait été commise. 
En janvier 2017, Gregg Smith a été nommé chef de la direction, avec un intérêt renouvelé pour les grandes entreprises et les entités gouvernementales. Simultanément, Tony Cole, vice-président et directeur de la technologie mondial de FireEye, a été nommé au conseil d’administration.[réf. nécessaire]

## Applications téléphoniques
En novembre 2014, Silent Phone et Silent Text ont obtenu les meilleures notes du tableau de bord de messagerie sécurisée de la Electronic Frontier Foundation, ainsi que « ChatSecure + Orbot », Cryptocat, TextSecure et « Signal / RedPhone ». Ils ont reçu des points pour leurs communications cryptées en transit, cryptées avec des clés auxquelles les fournisseurs n’ont pas accès (chiffrement de bout en bout), ce qui permet aux utilisateurs de vérifier de manière indépendante l’identité de leur correspondant, en sécurisant les communications passées si les clés sont volées (secret de transfert), leur code est ouvert à un contrôle indépendant (open source), leur conception de la sécurité est bien documentée et un audit de sécurité indépendant a été effectué peu de temps avant. 
Les produits de la société permettent des appels cryptés sur les téléphones mobiles, la messagerie texte et le chat vidéo. 

## Produits

### Actuel[évasif]
Ses produits actuels[Quand ?] sont les suivants : 
- Silent Phone : appels vocaux cryptés, appels vidéo et messages texte sur des appareils mobiles. Actuellement disponible pour iOS, Android et le système d'exploitation Silent Circle sur Blackphone. Il peut être utilisé avec le cellulaire Wi-Fi, EDGE, 3G ou 4G partout dans le monde[15].
- GoSilent : Pare-feu personnel avec VPN intégré et statistiques dans le Nuage. Le produit a été introduit après que Silent Circle ait acquis la start-up Kesala du Maryland[16]
- Blackphone : Un smartphone conçu pour la vie privée créé par Silent Circle et construit par SGP Technologies, une entreprise commune de Silent Circle et Geeksphone.

### Abandonnés
Les produits abandonnés sont les suivants : 
- Silent Text : supprimé le 28 septembre 2015[15]. Une application autonome pour la messagerie texte cryptée et le transfert de contenu en nuage sécurisé avec fonctionnalité de «Burn notice» pour la suppression permanente des messages des périphériques. Ses fonctionnalités ont été fusionnées dans Silent Phone[15].
- Silent Mail : interrompu le 9 août 2013. Silent Mail offrait auparavant des courriels chiffrés sur le réseau privé et sécurisé de Silent Circle, ainsi que la compatibilité avec le logiciel client de messagerie habituel[7].

La société est financée par des fonds privés et fonctionne selon un modèle commercial par abonnement.